# 御所浦町立嵐口小学校外平分校
御所浦町立嵐口小学校外平分校（ごしょうらちょうりつ あらくちしょうがっこうそとひらぶんこう）は、熊本県天草郡御所浦町御所浦（現・天草市）にあった御所浦町立嵐口小学校の分校。

## 沿革
- 1941年（昭和16年） - 嵐口国民学校外平分校設置
- 1947年（昭和22年） - 御所浦村立嵐口小学校外平分校と改称
- 1963年（昭和38年） - 御所浦町立嵐口小学校外平和分校と改称
- 2003年（平成15年） - 閉校